# Piotr Gutman
Piotr Gutman (* 30. Juni 1941 in Biskupice) ist ein ehemaliger polnischer Boxer. Er war Vize-Europameister 1961 und belegte bei den Olympischen Spielen 1964 den 5. Platz jeweils im Federgewicht.

## Werdegang
Piotr Gutman begann als Jugendlicher bei WKS Gornik Biskupice bei Trainer Jan Krautwurst mit dem Boxen. Er erlernte den Beruf eines Technikers. Er war Rechtsausleger und wurde bereits im 1959 mit 18 Jahren erstmals polnischer Meister bei den Senioren im Bantamgewicht (bis 54 kg Körpergewicht).  Diese Gewichtsklasse konnte er bis 1960 halten. 1961 wechselte er in das Federgewicht (bis 57 kg Körpergewicht). Bereits 1959 wurde er in die polnische Nationalmannschaft der Amateurboxer aufgenommen und kam in die Hände des legendären polnischen Nationaltrainers Feliks Stamm, der aus ihm einen Boxer formte, der an der Schwelle der Weltklasse stand.
Piotr Gutman ging später auch noch für den Verein LTS Łabędy an den Start. In Polen kämpfte er in seinen Gewichtsklassen in erster Linie mit Brunon Bendig und Jerzy Adamski um die Vorherrschaft.
Im Jahre 1960 fehlte er verletzungsbedingt bei der polnischen Meisterschaft und hatte so keine Möglichkeit, sich für die Olympischen Spiele in Rom zu qualifizieren. 1961 erlitt er bei der polnischen Meisterschaft im Federgewicht eine techn. KO-Niederlage in der 3. Runde gegen Jaroslaw Kulesza. Er wurde von Feliks Stamm trotzdem für die Europameisterschaft dieses Jahres in Belgrad für das Bantamgewicht nominiert und auf diese Meisterschaft gezielt vorbereitet. In Belgrad zeigte er dann hervorragende Leistungen und besiegte Eddy Treacy aus Irland, Peter Bennyworth aus England und Niculae Puiu aus Rumänien nach Punkten. Im Finale unterlag er aber dem sowjetischen Meister Sergei Siwko nach Punkten und belegte damit den 2. Platz bei dieser Europameisterschaft.
1962 siegte Piotr Gutman bei Länderkämpfen gegen die BRD in Würzburg über Otto Schröck aus Schweinfurt durch techn. KO in der 2. Runde und in Berlin (Ost) besiegte er auch den DDR-Meister Wolfgang Hübner, der aber gegen ihn über die Runden kam und nur nach Punkten verlor. 
Im Jahre 1963 gewann Piotr Gutman seinen zweiten polnischen Meistertitel. Im Endkampf des Federgewichts besiegte er Jozef Drucis nach Punkten. bei der Europameisterschaft dieses Jahres wurde er aber nicht eingesetzt.
1964 verlor Piotr Gutman bei der polnischen Meisterschaft im Endkampf gegen Jerzy Adamski nach Punkten, wurde aber trotzdem bei den Olympischen Spielen in Tokio eingesetzt. Ausschlaggebend dafür dürfte wohl sein Punktsieg über den russischen Meister Stanislaw Stepanowitsch Stepaschkin bei einem Länderkampf gegen die Sowjetunion in Moskau gewesen sein. In Tokio verpasste er dann aber knapp eine Medaille, denn er verlor nach Siegen über Patrick Fitzsimmons aus Irland und Masatake Takyama aus Japan im Viertelfinale gegen den weitgehend Unbekannten Anthony Villanueva aus den Philippinen und kam damit nur auf den 5. Platz.
1965 verlor er in Glasgow in einem Länderkampf gegen Schottland gegen den später als Berufsboxer sehr erfolgreichen Schotten Ken Buchanan nach Punkten. 1966 gewann Piotr Gutman dann mit einem kampflosen Sieg im Finale des Federgewichts über den verletzten Henryk Mielczewski seinen dritten und letzten polnischen Meistertitel. 1966 startete er auch bei der Meisterschaft der Armeen der Staaten des Warschauer Paktes in Budapest und erlitt dabei im Finale gegen den 1964 Olympiasieger gewordenen Stanislaw Stepaschkin eine KO-Niederlage in der 1. Runde.
1967 beendete er sine Laufbahn als aktiver Boxer und wurde Trainer. Dabei trainierte er u. a. die Vereine AWF Wrocław, LTS Labedy, Gornik Knurow und Walce Zabrze. Er hatte 218 Kämpfe bestritten, von denen er 196 gewann. Zweimal kämpfte er Unentschieden und 20 Kämpfe verlor er.

## Internationale Erfolge
(OS = Olympische Spiele, EM = Europameisterschaft, Ba = Bantamgewicht, Fe = Federgewicht, bis 54 kg bzw. 57 kg Körpergewicht)
- 1959, 1. Platz, Turnier der Zeitung "Trybuny Ludu" in Warschau, Ba;

- 1961, 1. Platz, Turnier der Zeitung "Trybuny Ludu" in Warschau, Fe;

- 1961, 2. Platz, EM in Belgrad, Ba, mit Siegen über Eddy Treacy, Irland, Peter Bennyworth, England u. Niculae Puiu, Rumänien u. einer Niederlage im Finale gegen Sergei Siwko, UdSSR;

- 1963, 1. Platz, Turnier der Zeitung "Trybuny Ludu" in Warschau, Fe;

- 1964, 5. Platz, OS in Tokio, Fe, mit einem Punktsieg über Patrick Fitzsimmons, Irland u. einem KO-Sieg in der 3. Runde über Masatake Takayama, Japan und einer Punktniederlage gegen Anthony Villanueva, Philippinen;

- 1966, 2. Platz, 2. Meisterschaft der Armeen der Staaten des Warschauer Paktes in Budapest, Fe, nach einer KO-Niederlage in der 1. Runde im Finale gegen Stanislaw Stepanowitsch Stepaschkin, UdSSR

## Polnische Meisterschaften
- 1959, 1. Platz, Ba,
- 1961, 3. Platz, Fe, nach techn. KO-Niederlage in der 3. Runde im Halbfinale gegen Jaroslaw Kulesza,
- 1962, 2. Platz, Fe, nach einer Punktniederlage im Finale gegen Jerzy Adamski,
- 1963, 1. Platz, Fe, mit einem Punktsieg im Finale über Jozef Drucis,
- 1964, 2. Platz, Fe, nach einer Punktniederlage im Finale gegen Jerzy Adamski,
- 1966, 1. Platz, Fe, nach einem kampflosen Sieg im Finale über Henryk Mielczewski

## Länderkämpfe
- 1959 in Zagreb, Jugoslawien gegen Polen, Ba, Punktniederlage gegen Stevan Paljic,
- 1959 in Ljubljana, Jugoslawien gegen Polen, Ba, Punktsieg über Stevan Paljic,
- 1960 in Berlin (Ost), DDR gegen Polen, Ba, KO-Sieg 1. Runde über Rothe,
- 1961 in London, England gegen Schlesien, Fe, Punktsieg über Johnny Head,
- 1961 in Kattowitz, Polen gegen Ungarn, Fe, Punktsieg über Varga,
- 1962 in Würzburg, BRD gegen Polen, Fe, tech. KO-Sieg 2. Runde über Otto Schröck,
- 1962 in Bydgoszcz, Polen gegen Ghana, Fe, Punktsieg über Aaron Popoola,
- 1962 in Berlin (Ost), DDR gegen Polen, Fe, Punktsieg über Wolfgang Hübner,
- 1963 in Bukarest, Rumänien gegen Polen, Fe, Punktniederlage gegen Andres Olteanu,
- 1963 in Poznań, Polen gegen DDR, Fe, Punktniederlage gegen Bernd Drgalla,
- 1963 in Schwerin, DDR gegen Polen, Fe, Punktniederlage gegen Bernd Drgalla,
- 1963 in Warschau, Polen gegen BRD, Fe, Punktsieger über Paul Budde,
- 1964 in Moskau, UdSSR gegen Polen, Fe, Punktsieger über Stanislaw Stepanowitsch Stepaschkin
- 1965 in Glasgow, Schottland gegen Polen, Fe, Punktniederlage gegen Ken Buchanan,
- 1965 in Dublin, Irland gegen Polen, Fe, Punktsieg über Terry Ryrell,
- 1965 in Warschau, Polen gegen England, Fe, Punktsieg über Ron Russell